# باشگاه فوتبال ویکتوریا کلن
باشگاه فوتبال ویکتوریا کلن (انگلیسی: FC Viktoria Köln) یک باشگاه فوتبال مستقر در شهر کلن، آلمان است که در حال حاضر در لیگا ۳، سومین سطح لیگ فوتبال در این کشور به فعالیت می‌پردازد.